# 西宮このみ
西宮 このみ（にしみや このみ、1997年2月22日 - ）は、日本の元AV女優である。新潟県出身、事務所はT-POWERSに所属していた。

## 略歴・人物
2016年11月、MOODYZの専属女優としてAVデビュー。
趣味・特技は、ゲーム・ラーメン。汗かきで色白な肢体は紅潮する。童顔であるが167cmと身長が高く、写真のイメージを持って対面すると驚かれる。
性に関する知識を学ぶためにAV出演を志した。胸が小さく落とされるだろうと面接を受けたら合格してしまい、スムーズすぎて疑念を抱いたほどだった。胸は小さいため「あと3つくらい欲しい」という。
AV女優の跡美しゅり曰く、「なんか久しぶりにヘン、って言っちゃだめですね。不思議な子でした。ホントに変わっていて、いい意味でアニメのキャラクターみたいなんですよ。」「言動も反応もすっごくピュアで、感度がすごく良くて。アナルまで、すっごく綺麗なピンクなんですよ！」と評している。
2020年現在、事務所のタレント一覧から名前が消えている。また、購入済みの配信サービスを除き、DVD・配信での購入やレンタルはできなくなっている。

## 作品

### アダルトビデオ
2016年
- 現役女子大生!!ピュアカワ、スレンダー19歳AVデビュー!! （11月1日、MOODYZ）
- 性感帯開発されちゃった!!（12月1日、MOODYZ）

2017年
- いつでもどこでも即ハメメイド（1月1日、MOODYZ）
- エッチな学校に転校しちゃった!（2月1日、MOODYZ）
- どーせいしようよ（3月1日、MOODYZ）
- はじめての一泊二日 ハメまくり旅行（4月1日、MOODYZ）
- どきどき初体験　美少女ご奉仕ソープランド（5月1日、MOODYZ）
- にやにやパンチラで全力誘惑してくるうちの妹（6月13日、MOODYZ）
- ぐうかわレイヤーと即ハボ アニコス7変化でイッちゃえ（7月7日、MOODYZ）
- 超高級小悪魔メンズエステサロン（8月13日、MOODYZ）
- 痴漢に溺れて… ―この車両だけはダメだと知っていたのに…― （10月1日、MOODYZ）
- イっても追撃ピストン止めない!!（10月13日、MOODYZ）
- 初パイパン絶頂スレンダー （11月7日、MOODYZ）
- このみの弱点群がり集中責め乱交（12月13日、MOODYZ）

2018年
- ルームメイトNTR ～同棲中に居候してきた親友と彼女の浮気中出し映像～（2月1日、プレミアム）
- 友達以上恋人未満な素人大学生限定企画!!「カップルのボーダーラインはどこだ!?」と称して謝礼を払うので新商品のコンドーム耐久テストを兼ねて素股までお願いしていたらヌルッと入ってしまった!!（3月23日、S級素人）※コノミ名義
- ツインテール姉妹の息ぴったりで、もの凄～く気持ちいいツインフェラ（4月7日、MOODYZ）
- 素人娘は射精(だ)しても射精(だ)しても止めてあげない! 知人男性のチ○ポを素手・お口で連続ザーメン発射! 3 恋人以外の男女限定12名 恥ずかしいけどもっと射精(だ)して! Hな手コキ・フェラで2人同時責め大増量SP（4月12日、SODクリエイト）
- 男では味わえない快感に目醒め激しくイキまくる絶頂44回!! 痴女テクに溺れるレズビアン調教（4月13日、ビビアン）
- 妹ぱらだいす! 3 ～お兄ちゃんと5人の妹のすご～く! エッチしまくりな毎日～part.1（4月19日、無垢）
- 一流体育大学併設 競泳アスリートばかりを狙うスポーツトレーナー整体治療院 11（6月1日、変態紳士倶楽部）
- 五●田にある美人揃いで有名なイメクラに盗撮メガネをかけて潜入。手コキだけのお店のはずなのにフェラやパイズリまでしてもらえた理由6（6月1日、変態紳士倶楽部）
- スポーティーな新作ランジェリーの開発にあたって某下着メーカー勤務のOL3名が自らモデル志願、あげく下着姿のままズラしハメプレゼン（6月7日、SODクリエイト）
- (裏) 手コキクリニック 〜特別版〜 性交クリニック10 4時間×8性交 中出し看護SP（6月7日、SODクリエイト）
- 妹ぱらだいす! 3 part.2 ～お兄ちゃんと5人の妹のすご～く! エッチしまくりな毎日～（6月13日、無垢）
- あの日からずっと…。 緊縛調教中出しされる制服美少女（6月14日、無垢）
- 完全アナタ目線の女子が密着素股コキ! 極限まで感度を高められ大量射精!（7月1日、変態紳士倶楽部）
- 寿退社する妻の送別会ビデオ 僕の愛しい嫁さんが酒に呑まれ会社の上司や同僚に寝取られました。其の12（7月1日、変態紳士倶楽部）
- AV撮影現場で時間停止! 素人男性に知らない間に射精されていたAV女優10人（9月6日、SODクリエイト）
- ガチナンパ! 池袋産直! イキッぱ素人女子にお構いなしに止めない奥突きピストン! 18射精!で金玉すっからかん…（9月15日、ピーターズ）※ノークレジット
- 素人女子大生ガチナンパ! うすーいラップ一枚挟んで童貞君と素股体験してみませんか? すぐに破れて生ち●ぽがズボッ!「Hはダメっ!」と戸惑う二十歳の娘にそのまま中出ししちゃいました! 顔面偏差値70オーバーの美人ばかり選りすぐり6名5時間30分スペシャル（9月28日、赤面女子）※このみ名義

### アダルトVR
- イチャイチャ大好きサービス満点なレンタル彼女が酔った勢いで徐々に本気になってきて、パンチラ誘惑しながらキスをしたがっている!! 僕も我慢できずにそっと唇を重ねるとスイッチが入ってしまいキス魔に変貌!!【リアル映像】（2018年2月21日、KMPVR）
- 童貞筆おろし… からの気持ち良すぎて止まらない暴走ガン突き激ピストン! 彼氏がドアの向こうにいるのにクローゼットの中で隠れてこっそりNTR連続中出し絶倫SEX!（2018年5月25日、SODVR）
- 劇的高画質 「1度、1度だけ言う事聞くから…! もう犯さないで…」2 中出し2発射（2018年11月1日、ブイワンVR）

### イメージビデオ
- Konomi My favorite baby（2018年1月18日、REbecca）